# From the Bottom of My Broken Heart
«From the Bottom of My Broken Heart» (рус. «Из глубины моего разбитого сердца») — пятый и заключительный сингл американской певицы Бритни Спирс с её дебютного студийного альбома …Baby One More Time, выпущенный 15 декабря 1999 года на лейбле Jive Records. После записи неиспользованной песни Тони Брэкстон, которую Ларри Рудольф разослал нескольким лейблам, руководители Jive Records отметили, что очень трудно найти кого-то настолько молодого, кто может сделать такую эмоциональную и в то же время коммерческую запись, и представили Спирс продюсера Эрика Фостера Вайта. Песня была написана и спродюсирована Вайтом. В этой печальной балладе о любви, певица вспоминает о своей первой любви, ушедшей в глубь её юношеских воспоминаний и оставившей сердце девушки разбитым.
«From the Bottom of My Broken Heart» была хорошо встречена критиками, которые отметили песню как потенциальный хит и солидный сингл, однако отнесли песню к числу прочих обыкновенных баллад с альбома, назвав её «другая слезливая баллада, которая не производит никакого впечатления». Сингл «From the Bottom of My Broken Heart» имел неплохой успех в музыкальных хит-парадах, достигнув #37 в Австралии и #23 в Новой Зеландии. Благодаря импортным продажам сингл попал в британский чарт на 174 место. В США песня достигла 14 места в чарте Billboard Hot 100 и 17 места в Pop Songs. Сингл был сертифицирован RIAA как платиновый 28 марта 2000 года с продажами более 1 000 000 копий. Сингл стал 8-м самым продаваемым синглом в США в 2000 году.
17 декабря 1999 года было выпущено музыкальное видео, снятое Грегори Дарком. В клипе Спирс собирается покинуть родной дом и расстроена, ведь она покидает свою первую любовь. Видео стало предметом скандала в СМИ, которые подвергли резкой критике певицу за наём режиссёра фильмов «для взрослых». Представитель Спирс прокомментировал, что они лишь знали, что Дарк снимает музыкальные видео. Певица исполняла «From the Bottom of My Broken Heart» несколько раз, в том числе на премии Грэмми 2000 года, вместе с песней «…Baby One More Time». Hex Hector делал ремикс для раскрутки песни, но он не был закончен.

## Запись
В июне 1997 Спирс вела переговоры с менеджером Лу Перлменом о присоединении к девичьей поп-группе Innosense. Мать Бритни, Линн, узнала мнение друга семьи и юриста знаменитостей Ларри Рудольфа и дала ему кассету со Спирс, поющей под караоке песни Уитни Хьюстон, а также несколько фотографий. Рудольф решил показать её студиям звукозаписи, поэтому Бритни нужна была профессиональная демозапись. Он послал Спирс неиспользованную Тони Брэкстон песню; она репетировала в течение недели и сделала запись своего вокала в студии со звукооператором. Спирс поехала в Нью-Йорк с демозаписью и встретилась с руководителями от четырёх лейблов, возвратившись в Кентвуд тот же день. Три лейбла отклонили её, заявив, что зрители хотят поп-группы, такие как Backstreet Boys и Spice Girls, а Бритни «не была другой Мадонной, другой Дебби Гибсон или другой Тиффани». Две недели спустя руководители Jive Records перезвонили Рудольфу. Старший вице-президент Джефф Фенстер рассказал о прослушивании Спирс: «так трудно найти кого-то настолько молодого, кто может сделать такую эмоциональную и в то же время коммерческую запись. […] Для любого артиста, мотивация — 'глаз тигра' — чрезвычайно важна. И у Бритни есть это». Они назначили для работы с ней продюсера Эрика Фостера Вайта, который в течение месяца помогал «найти ей свой голос и подачу». После прослушивания записанного материала президент лейбла Клайв Колдер предложил записывать полный альбом. «From the Bottom of My Broken Heart» была написана Эриком Фостером Вайтом для дебютного альбома Спирс, ...Baby One More Time. Спирс сделала запись вокала для песни в 1997 году в студии 4MW East Studios в Нью-Джерси и в студии Battery Studios в Нью-Йорке. Дэн Петти играл на гитаре, на бас-гитаре — Энди Гесс. Песня была позже смикширована Вайтом и Крисом Треветтом, а бэк-вокал был записан Спирс, Энджи Симмонс, Доном Филипом и Эндрю Фроммом. Песня была выпущена 15 декабря 1999 года как заключительный сингл с альбома …Baby One More Time.

## О песне
«From the Bottom of My Broken Heart» была спродюсирована Эриком Фостером Вайтом. Описанная Спирс как «проникновенная» баллада, песня вдохновлена тин-попом и длится пять минут и десять секунд. Чак Тейлор из Billboard отметил, что певица «рассматривает печальную сторону любви» в песне, рассказывающей о потере первой любви и о том, каким трудным может быть расставание. Песня начинается со слов Спирс «'Никогда не оглядывайся назад', говорили мы/Могла ли я знать, что буду так скучать по тебе?/Одиночество впереди, пустота позади/Куда я пойду?» Во время припева, она понимает, что потеряла свою настоящую любовь, заявляя «Из глубины моего разбитого сердца, даже время не сможет найти мне кого-нибудь/Ты был моей настоящей любовью, я никогда не знала любви, пока не появился ты».
Б-сайд сингла, «Thinkin' About You», также является тин-поп песней. Крейг МакДеннис из газеты The Hamilton Spectator описал лирику «Thinkin' About You», а также «Born to Make You Happy», как «ужасную и находящуюся на грани поклонения парням, так что даже Тиффани позавидует», в то время как Джейн Стивенсон из Toronto Sun отметила, Спирс «наделила песню некоторой довольно взрослой и сердечной душой».

## Отзывы критиков
«From the Bottom of My Broken Heart» получила достаточно смешанные, но в целом положительные отзывы критиков. Аманда Мюррей из Sputnikmusic посчитала песню компетентным, но достаточно малозаметным синглом. Кайл Андерсон с MTV подверг критике лирику, назвав песню «очередной слёзной балладой для поцелуев, которая не производит никакого впечатления». Кэрин Ганц из Rolling Stone назвала «From the Bottom of My Broken Heart» «будущим хитом» с альбома, наряду с «Sometimes» и «(You Drive Me) Crazy». Песня была отмечена в обзоре Allmusic Стивеном Томасом Эрльюином, который похвалил его наряду с другими синглами с альбома. Он пишет: «На …Baby One More Time есть определённо хороший и качественный наполнитель, но синглы вместе с растущим обаянием Бритни, делают эту запись действительно великой». Автор Дэвид Гонтлетт назвал лирику песни «сырой», и заметил, что песня была «наименее интересна и любима [поклонниками], хотя они, конечно, насладились и этим треком». Критик Чак Тейлор из Billboard похвалил песню и рассмотрел её в своей колонке:
«Восемнадцатилетняя Бритни Спирс, самый продаваемый новый артист 1999 года, тает как мягкий сливочный сыр на её четвёртом сингле и определённо-будущем-хите, столь же мечтательном и свежем как её первый релиз „…Baby One More Time“, который вышел более года назад. Это — её первая баллада после того дебюта #1, а также синглов „Sometimes“ и „(You Drive Me) Crazy“. „From the Bottom of My Broken Heart“ обладает свежим воздухом, который несомненно продлит её головокружительный успех в чартах. В этот раз у руля Эрик Форстер Вайт, он сочинил и спродюсировал песню, которая легко понравится к молодым фанатам мисс Спирс, но в то же время имеет потенциал завоевать более зрелую аудиторию. […] Звезда Спирс сияет ярче, чем когда-либо, и этот прекрасный трек только поможет светить ей ещё больше. Успех.»

## Коммерческий успех
19 февраля 2000 года «From the Bottom of My Broken Heart» песня была на 52 месте в чарте Billboard Hot 100. Через неделю песня достигла пик-позиции на 14 месте с продажами 78,000 физических синглов, что было лучшим показателем по продажам той недели. Песня также поднялась с #73 до #3 в чарте Hot Singles Sales, 4 марта 2000 года сингл поднялся до #1. «From the Bottom of My Broken Heart» также появился в нескольких других чартах Billboard, достигнув максимума #24 в Top 40 Tracks, #17 в Pop Songs и #53 в Hot 100 Airplay. 28 марта 2000 года «From the Bottom of My Broken Heart» был сертифицирован RIAA как платиновый с отгрузками более 1,000,000 копий сингла. К концу 2000 года песня заняла 77 место в итоговом чарте Billboard Hot 100 Year-End. Сингл стал 8-м самым продаваемым синглом в США в 2000 году. На июнь 2012 года продано 778,000 физических копий сингла, а также 33,000 цифровых загрузок «From the Bottom of My Broken Heart» в США. Это второй самый продаваемый сингл Спирс на физическом носителе в стране. В Австралии «From the Bottom of My Broken Heart» дебютировал в чарте с 47 позиции, а на следующей неделе достиг своего пика на 37 месте. Песня оставалась в чарте пять недель. Сингл был более успешен Новой Зеландии, где песня достигла #23. На основе импортных продаж «From the Bottom of My Broken Heart» смог попасть на 174 место чарта Великобритании, в то время как в Канаде, после 5 недель пребывания в чарте песня достигла пик-позиции на 25 месте 28 февраля 2000 года.

## Музыкальное видео

### Съёмки и сюжет
Jive Records наняли Грегори Дарка снимать музыкальное видео на песню. По словам Дарка, лейбл выбрал его с намерением показать образ Спирс, отличный от непослушной школьницы в «…Baby One More Time». Он заявил, что они «хотели видео с сюжетом и историей, видео без танцев, чтобы оно было серьёзным и эмоциональным». Он также заявил, что во время съёмок «я буду шутить с ней так, чтобы она расслабилась и чувствовала себя комфортно, чтобы не быть Бритни Спирс в тот момент». Видео было спродюсировано FM Rocks Production Company.
Вступительная часть видеоклипа начинается с момента, когда певица, исполнившая роль молодой девушки, окончившей школу и собирающейся уехать в город для поступления в колледж. В продолжение клипа, девушка упаковывает свои вещи, прощается с близкими людьми, в промежутке между этим, показаны кадры качания девушки на садовых качелях возле дома во время исполнения баллады о первых светлых чувствах. Она расстроена, потому что знает, что будет вынуждена расстаться со своим молодым человеком, которого любит и, как отражено в словах песни, называет своей первой любовью. В этом видео, показаны сцены прошлого возлюбленных. Один из моментов показывает, как молодые люди взбираются поздним вечером на ветряную мельницу и любуются звёздным небом. По окончании клипа показано, как девушка ожидает на остановке автобуса, в то время как её молодой человек спешит к ней, чтобы проститься. Однако, к тому времени, когда тот приезжает, девушка уже садится в автобус и покидает город.

### Отзывы
Согласно автору Линде Рут Уильямс, музыкальное видео привлекло внимание прессы из-за «столкновения милого образа Спирс и тёмного и пошлого каталога Дарка». Представитель Спирс рассказал газете Sunday Sport: «насколько я знаю, режиссёр просто снимает музыкальное видео. Это видео для молодых девочек-подростков, оно совсем не сексуальное». Дарк ответил на отрицательные отзывы: «я не отрицаю, что снимал фильмы „для взрослых“, однако люди знают, что я не снимаю подобное кино уже долгое время». Журналист Billboard Карла Хэй также отметила: «я не думаю, что люди, которые покупают диски, слишком интересуются режиссёром видео». Люси О’Брайен, автор книги She Bop II: The Definitive History of Women in Rock, Pop and Soul, отметила, что выбор Дарка как режиссёра клипа, подразумевал, что Спирс не такая невинная. Журналисты журнала Time Бритон Хэдден и Генри Робинсон Люс заявили, что Спирс «может быть и поп-королева разврата, но её новое видео, 'From the Bottom of My Broken Heart', является абсолютно прекрасным», в то время как Крис Райан с MTV посчитал клип «приятным и мягким». Видео было также отмечено Ежегодником MTV 2000 года в списке «самых больших, лучших и незабываемых музыкальных видео с основания MTV».
Алек Хэнли Бемис из LA Weekly подверг сильной критике Спирс и музыкальное видео. Он посчитал, что «отсутствие музыкального таланта певицы» начало затрагивать её карьеру после того, как Дарк был выбран режиссёром видео. Бемис прокомментировал, однако, что Спирс уже известна своими «сомнительными решениями», и процитировал в качестве примера её фотосъёмку для Rolling Stone 1999 года, которая была осуждена Американской Семейной Ассоциацией. Он заявил, что сюжетная линия ставит певицу «на кратчайший путь к взрослой жизни», и задался вопросом, «кто находится в постели с Бритни сейчас? В то время как телевизионный таблоид недавно сообщил, что в Луизиане есть молодой человек, получивший одобрение матери Спирс, фантазирующие поклонники хотят верить развлечениям Бритни с той плетёной куклой с ’N Sync или участником Backstreet Boys. Но единственный факт поддающийся проверке, с которым мы можем работать — то, что Спирс начинает жизнь с тёмными лос-анджелесскими людьми». Бемис закончил свой обзор, сказав, что «никакие авангардные методы съёмки Дарка не использовались в клипе. Но губы Бритни блестят так… Откровенно говоря, этот свет в наших жизнях причиняет нам боль, от огня в нашей пояснице до основания наших разбитых сердец».

## Живые исполнения
«From the Bottom of My Broken Heart» была исполнена впервые во время первого тура Спирс, ...Baby One More Time Tour. После релиза сингла Спирс исполнила эту песню и «…Baby One More Time» на вручении премии Грэмми в 2000 году. Спирс была одета в водолазку и пышную юбку в начале номера, в то время как танцоры окружили её огромными веерами. После исполнения сокращённой версии песни она переоделась в облегающий красный костюм для исполнения «…Baby One More Time». Джоселин Вена с MTV включила номер в свой список 10 Лучших телевизионных выступлений Спирс. Спирс также исполнила песню во время тура 2000 года (You Drive Me) Crazy Tour. Во время номера её танцоры выбирали парня из аудитории и приглашали его на сцену, а Спирс посвящала ему исполнение «From the Bottom of My Broken Heart». В том же году Бритни исполнила песню во время турне Oops!... I Did It Again Tour. В блестящих джинсах и оранжевом топе она пела акустическую версию песни со своим гитаристом Скипом. Спирс выступала с «From the Bottom of My Broken Heart» и «Born to Make You Happy» на концерте Disney Channel in Concert в 1999 году. Выступления были записаны и включены в первый видео-релиз Бритни, Time Out with Britney Spears. 7 января 2000 года она исполнила песни «From the Bottom of My Broken Heart» и «…Baby One More Time» на шоу Good Morning America.

## Форматы
| - Australian CD maxi single 1. «From the Bottom of My Broken Heart» (Radio Edit) — 4:34 2. «(You Drive Me) Crazy» [Jazzy Jim’s Hip-Hop Mix] — 3:40 3. «Thinkin' About You» — 3:35 4. «Sometimes Answering Machine Message» — 0:25 - US CD maxi single 1. «From the Bottom of My Broken Heart» (Radio Edit) — 4:34 2. «(You Drive Me) Crazy» [Jazzy Jim’s Hip-Hop Mix] — 3:40 3. «Born to Make You Happy» (Video) — 3:35 4. «From the Bottom of My Broken Heart» (Video) — 4:34 | - Cassette single 1. «From the Bottom of My Broken Heart» (Radio Edit) — 4:34 2. «(You Drive Me) Crazy» [Jazzy Jim’s Hip-Hop Mix] — 3:40 - Digital download (Digital 45) 1. «From the Bottom of My Broken Heart» (Radio Edit) — 4:34 2. «Thinkin' About You» — 3:35 |

## Над песней работали
- Бритни Спирс — вокал
- Эрик Фостер Вайт — микширование, продюсер, автор
- Крис Трэвэтт — микширование
- Дэн Пэтти — гитара
- Энди Гэсс — бас-гитара, гитара

## Чарты
| Чарт (2000)                        | Высшая позиция |
| ---------------------------------- | -------------- |
| Австралия (ARIA)                   | 37             |
| Канада (RPM Singles Chart)         | 25             |
| Новая Зеландия (Recorded Music NZ) | 20             |
| Великобритания (OCC)               | 174            |
| США (Billboard Hot 100)            | 14             |
| США (Billboard Hot Singles Sales)  | 14             |
| США (Billboard Hot Singles Sales)  | 14             |
| США (Billboard Mainstream Top 40)  | 14             |
| США (Billboard Rhythmic)           | 14             |

| Чарт (2000)             | Позиция |
| ----------------------- | ------- |
| США (Billboard Hot 100) | 77      |

| Чарт (2000—2009)                | Позиция |
| ------------------------------- | ------- |
| США Billboard Hot Singles Sales | 8       |

## История релиза
| Страна | Дата             | Формат    | Лейбл |
| ------ | ---------------- | --------- | ----- |
| США    | 15 декабря, 1999 | Поп-радио | Jive  |
| США    | 8 февраля, 2000  | CD-сингл  | Jive  |